# Folding@home
Folding@home (Folding at home, česky doslova skládání doma) je projekt založený na distribuovaných výpočtech, který  využívá počítače dobrovolníků, připojené přes internet, k simulování skládání proteinů. Od roku 2000, kdy jej vytvořil profesor Vijay Pande, je pod záštitou Stanfordovy univerzity. Kolem projektu se vytvořila komunita nadšenců, jejíž členové jsou odměňováni body podle poskytnutého výkonu. Výsledky simulací jsou využívány například pro výzkum špatně složených proteinů při nádorových onemocněních, Alzheimerově chorobě, Parkinsonově chorobě nebo nemoci křehkých kostí. Na základě výsledků z Folding@home bylo k březnu 2018 vydáno 159 vědeckých prací, k březnu 2020 již 223. V roce 2017 bylo do projektu zapojeno odhadem 28 000 dobrovolníků a celkem 100 000 CPU nebo GPU.

## Růst během pandemie covidu-19
Během pandemie covidu-19 v roce 2020 oznámil vývojářský tým, že se bude věnovat proteinům viru SARS-CoV-2. 13. března pak společnost Nvidia vyzvala počítačové hráče a obecně majitele kompatibilních GPU a CPU k zapojení do projektu, díky čemuž propůjčilo během několika dní své počítače přes 400 000 dobrovolníků s celkovým výpočetním výkonem 474 petaFLOPS. 25. března pak administrátoři systému oznámili, že díky dalšímu rychlému nárůstu počtu dobrovolníků překročil celkový výkon hranici 1 exaFLOPS. Celkový výkon systému tak přesáhl kombinovaný výkon 103 nejvýkonnějších superpočítačů světa (a cca 10× přesáhl výkon nejvýkonnějšího superpočítače Summit) a pokračoval v růstu.
30. března pak vedoucí projektu oznámil, že aplikace dosáhla již jednoho milionu instalací. Systém tak disponoval více než 356 000 GPU značky Nvidia, více než 79 000 GPU značky AMD a více než 593 000 CPU.
V první fázi rychlého nárůstu uživatelů došlo k dočasnému přetížení systému a jen díky poskytnutí výkonu superpočítače Summit bylo možné zvládnout přerozdělování úkolů nově se připojujícím uživatelům.

### Projekty zaměřené na boj se SARS-CoV-2
Na systému v březnu 2020 běžely v souvislosti s bojem s koronavirem například tyto projekty:
- 14530/14531: Coronavirus SARS-CoV-2 (COVID-19 causing virus) protease – potential drug target
- 14328: Coronavirus SARS-CoV-2 (COVID-19 causing virus) protease – potential drug target
- 11741: Coronavirus SARS-CoV-2 (COVID-19 causing virus) receptor binding domain in complex with human receptor ACE2.
- 11746: Coronavirus SARS-CoV-2 (COVID-19 causing virus) receptor binding domain in complex with human receptor ACE2 (alternative structure to 11741).
- 11742: Coronavirus SARS-CoV-2 (COVID-19 causing virus) protease in complex with an inhibitor.
- 11743: Coronavirus SARS-CoV-2 (COVID-19 causing virus) protease – potential drug target.
- 11744: Coronavirus SARS-CoV (SARS causing virus) receptor binding domain trapped by a SARS-CoV S230 antibody.
- 11745: Coronavirus SARS-CoV (SARS causing virus) receptor binding domain mutated to the SARS-CoV-2 (COVID-19 causing virus) trapped by a SARS-CoV S230 antibody.

K 15. březnu 2020 již v systému existovalo 23 projektů zaměřených na boj s koronavirem.

### Připojené firmy a instituce
Největší těžař kryptoměny Ethereum v USA CoreWeave přesměrovala do projektu 6 000 těžebních jednotek (tedy cca 0,2 % celkového hashrate existujícího na těžbě Etherea.
V Česku se například zapojily během karantény nevyužívané počítače Vysokého učení technického v Brně, Západočeské univerzity v Plzni, Národní technické knihovny nebo servery Státní energetické inspekce. Největším přispěvatelem výpočetního výkonu z akademických institucí v ČR je Fakulta informačních technologií ČVUT (platné k 12. 5. 2020).